# 阿爾塔鎮區 (堪薩斯州哈維縣)
阿爾塔鎮區（英語：Alta Township）為美國堪薩斯州哈維縣轄下的鎮區。2010年美国人口普查中此鎮區人口有236人。

## 地理
阿爾塔鎮區涵蓋總面積為93.3平方（36.02平方英里），其中陸地面積為93.1平方（35.93平方英里），水域面積為0.23平方（0.09平方英里）或0.25%。海拔高度438（1,437英尺）。

## 人口統計
根據2010年美國人口普查，阿爾塔鎮區人口有236人，其中男性有124人，女性有112人，人口密度為每平方公里2.53人，住房計94戶。鎮區內的白人有225人，非裔美國人有0人，美洲原住民有0人，亞裔美國人有0人，太平洋島裔美國人有0人，其他種族有6人，混血種族則有5人。此外鎮區內有15人為西班牙裔或拉丁裔美國人。此鎮區之年齡中位數為41.3歲，而男性年齡中位數為38.5歲，女性年齡中位數為43.5歲。